# أليكس سواريز
أليكس سواريز (بالإسبانية: Alex Suárez)‏ (و. 1993  م) هو لاعب كرة السلة إسباني، ولد في ماون، جزر البليار، مركز لعبه هو لاعب هجوم قوي الجسم.

## روابط خارجية
- أليكس سواريز على موقع الاتحاد الدولي لكرة السلة (الإنجليزية)
- أليكس سواريز على موقع الدوري الأوروبي لكرة السلة (الإنجليزية)
- أليكس سواريز على موقع الدوري الإسباني لكرة السلة (الإسبانية)
- أليكس سواريز على موقع كرة السلة الأوروبية.كوم (الإنجليزية)
- أليكس سواريز على موقع DraftExpress.com (الإنجليزية)
- أليكس سواريز على موقع ريلجم (الإنجليزية)
- أليكس سواريز على موقع بروبوليرز (الإنجليزية)
- أليكس سواريز على موقع سبورتس رفرنس (الإنجليزية)